# 千葉都市單軌電車1號線

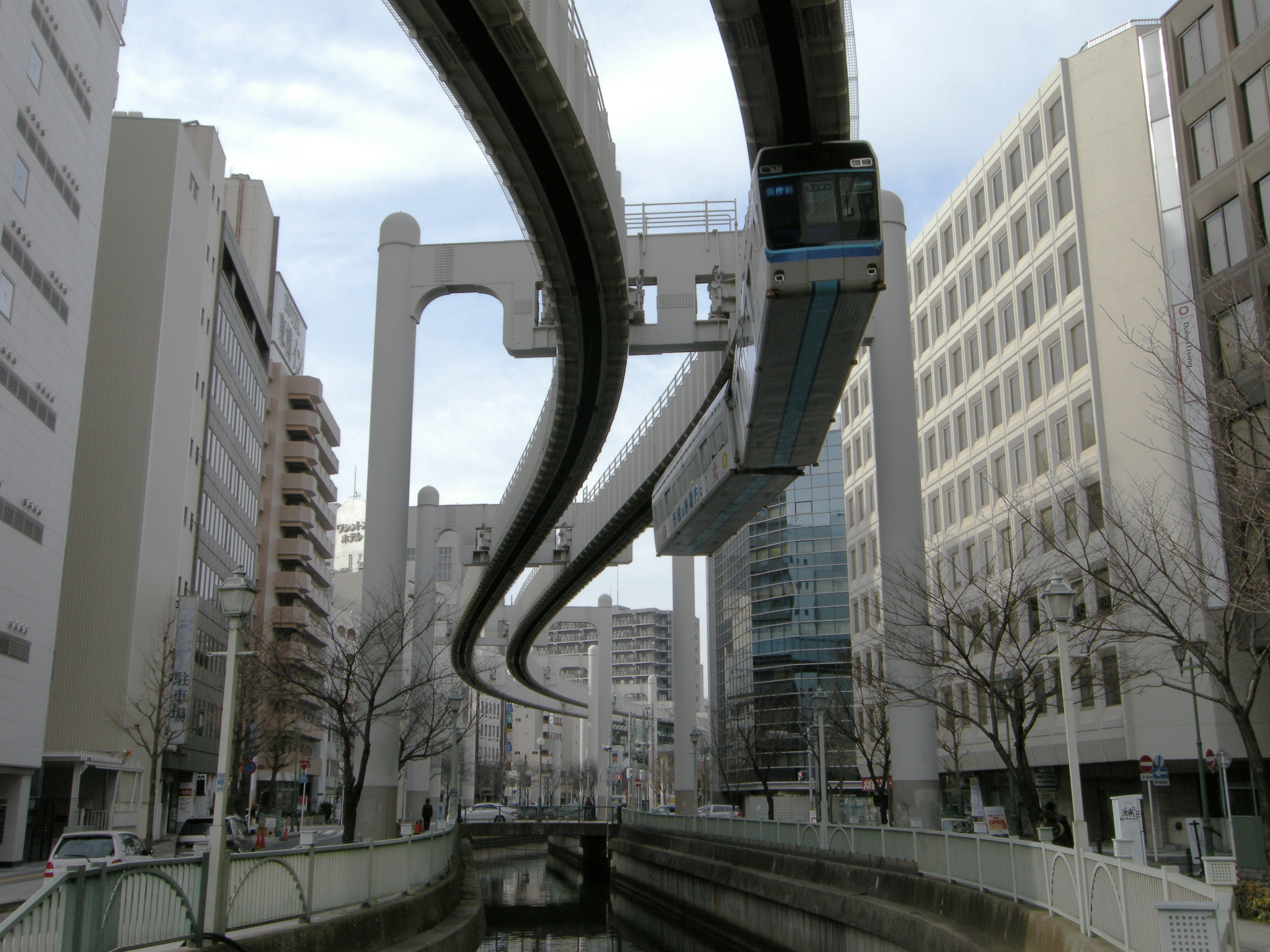
1号线列车（行驶与荣町站至葭川公园区间）

1號線（日语：／ Ichigō sen */?）是一條連結千葉港站和縣廳前站，屬於千葉都市單軌電車的路線。全線在千葉縣千葉市中央區內行走。

## 路線資料
- 路線距離（營業距離）：3.2公里 [1][2]
- 方式：懸垂式（三菱SAFEGE式）
- 站數：6個（包括起終點站）[2]
- 複線路段：全線[1]
- 電氣化方式：直流電1500V[1][3]
- 閉塞方式：車內信號閉塞式
- 信號保安裝置：CS-ATC

## 千叶港站至千叶站区间
千叶港站的JR京叶线，千叶站的JR总武本线、房总各线、京成千叶线等具有连接各个线路的作用。另外，中间站的市役所前由于其名称直接告知访问千叶县政府的乘客如何前往目的地，因此这段区间是千叶都市单轨电车运输线路中运输密度最高的。
1号线最初开通的是千叶港站-千叶站段，但是千叶港-千叶-千城台构成了一个运转系统。之后1号线的千叶-县厅前段的开通，使得1、2号线的运行系统分开，线路不同。这一时期，千叶港-千叶站段的1号线（县厅前方面）的列车不断进出，但在2号线（千城台方向）上，早晚的极少一部分列车在千叶港-千叶站间进出了。
京叶线快速列车在千叶港站停车一天的时候，2号线的全部列车（清晨、深夜的一部分班次除外）都投入到千叶港-千叶站之间的运营当中，这大大提高了2号线的运营量。1、2号线在这一区域，1小时累计可以运输至10个班次。

## 千叶站至县厅前区间
千叶县最大的商业街由此经过，其终点是在千叶县厅的县厅前站。JR外房线、京成千叶线相隔200m但路线相同。沿线被办公楼、商业店铺、杂居大楼等包围着，其中的人却少之又少。
当初每小时运行6个班次（班次间隔10分），后来进行了减少（现在白天每小时4班，每个15分钟一班）。特别是早高峰时间的班次变化剧烈，2000年时，平日里7：00每小时10班次，现在白天同一时刻只有四班次（15分一班）。
由于这一区间使用者越来越少，这一段线路使用的必须便随之降低。
1. 荣町、葭川公园各站离千叶站只1公里，徒步约13分钟，属于徒步范围内。
2. 运营成本高
參考数据：PARCO公交免费/公交线路100円/京成线130円/单轨铁路190円
3. 其他交通方式在更广的范围内更具便利性。
葭川公园的京成千叶中央车站站、县厅前站的班次，这之间只有200m（徒步约3分钟）的距离。
4. 与走路相同，巴士系统在人群中更受欢迎，白天多时可达每小时20-30班次（平均2-3分的间隔）。
另外，“千叶PARCO”的“PARCO巴士”在千叶站和PARCO之间是免费的（该巴士的运营路线是从千叶站、荣町方面，经由PARCO，去往PARCO站前的马路。）
5. 高架行驶的单轨电车，上下楼梯给身体造成很重的负担。特别是在千叶站在高架车站，楼梯、电梯的上下花费大量时间。
与第4点一样，在平直的道路上行走和巴士路线跟受欢迎。

## 使用车辆
- 1000型：1995年啟用
- 0型：2012年7月8日啟用

## 历史
- 1995年（平成7年）8月1日：千叶港至千叶区间通車，2号线千叶至千城台区间直通运行开始。
- 1999年（平成11年）：千叶至县厅前区间通車。

## 車站列表
所有車站均位於千葉縣千葉市中央區。
站員
○：全日配置
×：全日無配置
| 車站編號 | 中文站名 | 日文站名 | 英文站名 | 站間距離 | 累計距離 | 站員 | 接續路線 |
| -------- | -------- | -------- | -------- | -------- | -------- | ---- | --- |
| CM01     | 千葉港   |          |          | -        | 0.0      | ○    | 東日本旅客鐵道： 京葉線（JE17）                                                                                     |
| CM02     | 市役所前 |          |          | 0.7      | 0.7      | ×    | |
| CM03     | 千葉     |          |          | 0.8      | 1.5      | ○    | 千葉都市單軌電車： 2號線（直通運行至千城台站） 東日本旅客鐵道：總武本線、外房線 京成電鐵： 千葉線（京成千葉，KS59） |
| CM16     | 榮町     |          |          | 0.5      | 2.0      | ×    | |
| CM17     | 葭川公園 |          |          | 0.5      | 2.5      | ×    | |
| CM18     | 縣廳前   |          |          | 0.7      | 3.2      | ×    | |

## 延伸计划
本线路有从县厅前站进一步延伸到市立青叶病院方向的计划。去往市立青叶病院方向有它不可替代的必要性。但是县财政困难，政府方面不愿意支出。2004年3月，评价指导委员会对这一延伸方案予以了否定的结论。2013年5月时，还被问到千叶-县厅前车站这一营业区间是否应该被废除。
市与县的商议了县厅前站先的延伸方案，这一商议的结果是：把当初的京成千原线的千叶寺方向延伸约3.6km的方案变为约2km，并对千叶大学的延伸方案进行了恢复。另外，关于延伸县厅前到市立青叶病院前（暂定），做出了不进行以上延伸的决定。2008年轨道事业取得专利，2009年动工，力争2013年开始营业。但是，对延伸的反对意见却愈发强烈。2009年当选的市长熊谷俊人于当年6月对公共事业进行了民调，并亲自现场考察，与当地一些组织等有关人员进行了交流，最终决定停止延伸计划。财政方面，在检讨会上关于用于城市规划的资金，做出了冻结延伸计划方面的资金的决定。
县厅前站的东进，当初预定建设都川上空的轨道。但当时建设省的补助资金难以到位，千叶大学方面计划变更，以及星久喜方面对延伸至千叶大学的反对，这一延伸计划一波三折。最终，千叶大学方面计划了路线。当时，在市场上出售了预定路线地图。这一路线，计划穿过县厅的车站前大和桥的上空。
另一方面，千叶港站与幕张本乡站的延伸计划在当时予以了肯定。路线是经由滨海大道，穿过幕张新中心，但使用人数比预想低，幕张新中心如果像当初构想那样的设施布局就没有发展的可能，最终，这一计划只能是一张白纸。

## 脚注
1. 1 2 3 4 5 6 7 8 9  国土交通省鉄道局監修『鉄道要覧』平成18年度版、電気車研究会・鉄道図書刊行会、p.231
2. 1 2 3  会社概要 （页面存档备份，存于） - 千葉都市モノレール、2015年5月6日閲覧
3. 1 2  車両紹介 （页面存档备份，存于） - 千葉都市モノレール、2015年5月6日閲覧
4. ↑  読売新聞 2007年9月17日